# Stazione di Borghetto Santo Spirito
Stazione di Borghetto Santo Spirito vasútállomás Olaszországban, Borghetto Santo Spirito településen.

## Vasútvonalak
Az állomást az alábbi vasútvonalak érintik:
- Genova–Ventimiglia-vasútvonal

## Kapcsolódó állomások
A vasútállomáshoz az alábbi állomások vannak a legközelebb:
- Stazione di Ceriale
- Stazione di Loano